# Dumasia miaoliensis
Dumasia miaoliensis är en ärtväxtart som beskrevs av Yeh Ching Liu och F.Y.Lu. Dumasia miaoliensis ingår i släktet Dumasia och familjen ärtväxter. Inga underarter finns listade i Catalogue of Life.